# Lamellocolea integrostia
Lamellocolea integrostia là một loài Rêu trong họ Geocalycaceae. Loài này được J.J. Engel & Glenny mô tả khoa học đầu tiên năm 2011.